# Роман, Жоан Анхель
Жоан Анхель Роман Олье (исп. Joan Àngel Román Ollè; 18 марта 1993, Реус) — испанский футболист, нападающий клуба Вечиста.

## Клубная карьера
Жоан начинал свою карьеру в «Эспаньоле». В 2009 году перспективного игрока взяли в «Манчестер Сити», где он находился до 2012 года. В 2012 году игрок пополнил вторую команду «Барселоны». В «Барсе Б» он был игроком ротации состава. В 2014 году Жоан был арендован «Вильярреалом». Его дебют в испанской Примере состоялся 8 февраля 2014 года в матче с мадридским «Реалом».
Летом 2015 года на правах свободного агента перешёл в португальскую «Брагу», где взял 10 номер.

## Карьера в сборной
Жоан провёл три матча за юношескую сборную Испании до 16 лет. Также он вызывался в сборную до 19 лет, но так и не появился на поле в её составе.